# Lyefjell
Lyefjell este o localitate din comuna Time, provincia Rogaland, Norvegia, cu o suprafață de 0,8 km² și o populație de 2.172 locuitori (2013).